# David di Donatello 1997
La 42a edició dels premis David di Donatello, concedits per l'Acadèmia del Cinema Italià va tenir lloc el 20 d'abril de 1997 al Teatro delle Vittorie de Roma.

## Guanyadors

### Millor pel·lícula
- La tregua, dirigida per Francesco Rosi
- Il ciclone, dirigida per Leonardo Pieraccioni
- Marianna Ucrìa, dirigida per Roberto Faenza
- La mia generazione, dirigida per Wilma Labate
- Nirvana, dirigida per Gabriele Salvatores

### Millor director
- Francesco Rosi - La tregua
- Roberto Faenza - Marianna Ucrìa
- Wilma Labate - La mia generazione
- Gabriele Salvatores - Nirvana
- Maurizio Zaccaro - Il carniere

### Millor director novell
- Fulvio Ottaviano - Cresceranno i carciofi a Mimongo
- Franco Bernini - Le mani forti
- Ugo Chiti - Albergo Roma
- Roberto Cimpanelli - Un inverno freddo freddo
- Anna Di Francisca - La bruttina stagionata

### Millor argument
- Fabio Carpi - Nel profondo paese straniero
- Marco Bechis, Umberto Cantarello, Lara Fremder, Gigi Riva i Maurizio Zaccaro - Il carniere
- Pino Cacucci, Gloria Corica e Gabriele Salvatores - Nirvana
- Sandro Petraglia, Francesco Rosi e Stefano Rulli - La tregua
- Leonardo Pieraccioni e Giovanni Veronesi - Il ciclone

### Millor productor
- Leo Pescarolo i Guido de Laurentiis - La tregua
- Vittorio Cecchi Gori, Rita Cecchi Gori i Maurizio Totti - Nirvana
- Giovanni Di Clemente - Il carniere
- Laurentina Guidotti i Francesco Ranieri Martinotti - Cresceranno i carciofi a Mimongo
- Pietro Valsecchi - Testimone a rischio

### Millor actriu
- Asia Argento - Compagna di viaggio
- Margherita Buy - Testimone a rischio
- Iaia Forte - Luna e l'altra
- Claudia Gerini - Sono pazzo di Iris Blond
- Monica Guerritore - La lupa

### Millor actor
- Fabrizio Bentivoglio - Testimone a rischio
- Claudio Amendola - La mia generazione
- Leonardo Pieraccioni - Il ciclone
- Sergio Rubini - Nirvana
- Carlo Verdone - Sono pazzo di Iris Blond

### Millor actriu no protagonista
- Barbara Enrichi - Il ciclone
- Edi Angelillo - La bruttina stagionata
- Andréa Ferréol - Sono pazzo di Iris Blond
- Eva Grieco - Marianna Ucrìa
- Lorenza Indovina - La tregua

### Millor actor no protagonista
- Leo Gullotta - Il carniere
- Diego Abatantuono - Nirvana
- Antonio Albanese - Vesna va veloce
- Claudio Amendola - Testimone a rischio
- Massimo Ceccherini - Il ciclone

### Millor músic
- Paolo Conte - La freccia azzurra
- Luis Bacalov - La tregua
- Carlo Crivelli - El príncep de Homburg
- Federico De Robertis i Mauro Pagani - Nirvana
- Nicola Piovani - La mia generazione

### Millor fotografia
- Tonino Delli Colli - Marianna Ucrìa
- Pasqualino De Santis i Marco Pontecorvo - La tregua
- Blasco Giurato - Il carniere
- Giuseppe Lanci - El príncep de Homburg
- Italo Petriccione - Nirvana

### Millor escenografia
- Danilo Donati - Marianna Ucrìa
- Giancarlo Basili - Nirvana
- Giantito Burchiellaro - El príncep de Homburg
- Andrea Crisanti - La tregua
- Gianni Sbarra - Le affinità elettive

### Millor vestuari
- Danilo Donati - Marianna Ucrìa
- Patrizia Chericoni i Florence Emir - Nirvana
- Lina Nerli Taviani - Le affinità elettive
- Francesca Sartori - El príncep de Homburg
- Alberto Verso - La tregua

### Millor muntatge
- Ruggero Mastroianni e Bruno Sarandrea - La tregua
- Francesca Calvelli - El príncep de Homburg
- Massimo Fiocchi - Nirvana
- Mirco Garrone - Il ciclone
- Roberto Perpignani - Marianna Ucrìa

### Millor enginyer de so directe
- Tullio Morganti - Nirvana
- Maurizio Argentieri - El príncep de Homburg
- Gaetano Carito - Un inverno freddo freddo
- Tiziano Crotti - Pianese Nunzio, 14 anni a maggio
- Bruno Pupparo - La mia generazione

### Millor curtmetratge
- Senza parole, dirigida per Antonello De Leo

### Millor pel·lícula estrangera
- Ridicule (Ridicule), dirigida per Patrice Leconte

### Premi David Scuola
- Il ciclone, dirigida per Leonardo Pieraccioni

### David especial
- Il ciclone produït per Vittorio i Rita Cecchi Gori, pel·lícula italiana amb el major consens de públic.
- Marcello Mastroianni per recordar un amic i una glòria del cinema italià.
- Claudia Cardinale a la carrera.
- Academy Pictures pels seus vint anys de compromís cultural en el camp de la distribució de pel·lícules.